# Mineralogical Society of America
Die Mineralogical Society of America (MSA) ist eine wissenschaftliche Gesellschaft für Mineralogie, Kristallographie, Geochemie und Petrologie. Sie wurde 1919 gegründet und vertritt die USA in internationalen Gremien zur Mineralogie. Sie ist seit 1959 als Non-Profit-Organisation anerkannt. Die Gesellschaft hat Mitglieder aus über 50 Ländern. Die Geschäftsstelle ist in Chantilly (Virginia).
Sie veröffentlicht den American Mineralogist (seit 1919), die Buchreihe Reviews in Mineralogy (ab 1974), den Newsletter The Lattice und ist Mitherausgeber der Zeitschrift Elements: An International Magazine of Mineralogy, Geochemistry, and Petrology.
Zur Gesellschaft gehören die Special Interest Groups: Environmental Mineralogy, Mineral Structures, Mineral Surfaces, Pegmatites, Planetary Materials, Teaching Mineralogy, Industrial Mineralogy. Ihr wichtigster Preis ist die Roebling Medal. Ihr jährliches Treffen findet in Verbindung mit dem der Geological Society of America statt.